# Captain Disaster
Captain Disaster is de titelsong van het tweede album van de Belgische artiest Ferre Grignard. Het album was het eerste album bij Grignards nieuwe label Barclay. De single werd uitgebracht in 1969.
De B-kant van de single, eveneens van het album, was Tell Me Now.
Beide nummers zijn eigen composities van Grignard, George Smits was onder de naam  George Santis co-auteur van Captain Disaster.

## Meewerkende artiesten
- Producer: Ricky Stein
- Muzikanten:
  - Emilius Fingertips (wasbord)
  - Ferre Grignard (elektrische gitaar, folkgitaar, gitaar, zang)
  - George Smits (gitaar, mondharmonica)